# Gemeindevorstehung
Die Gemeindevorstehung ist ein beschlussfassendes Organ österreichischer, aber auch liechtensteinischer Kommunen.

## Österreich
Die durch das Bundes-Verfassungsgesetz vorgegebene Bezeichnung ist Gemeindevorstand. Die jeweilige Gemeindeordnung der Bundesländer kann allerdings davon abweichende Bezeichnungen einführen. So wurde in Salzburg der Begriff Gemeindevorstehung gewählt.
Die Gemeindevorstehung in Salzburger Gemeinden ist zuständig für Beschlüsse in individuellen Personalangelegenheiten wie die Einstellung von Bediensteten, Dienst- und Besoldungsfragen sowie für Steuer- und Abgabenangelegenheiten. Vorsitzender der Gemeindevorstehung ist der Bürgermeister, die weiteren Mitglieder werden entsprechend dem Wahlergebnis der Gemeindevertretung bestimmt. Die Sitzungen der Gemeindevorstehung finden in der Regel unter Ausschluss der Öffentlichkeit statt.

## Liechtenstein
Vorsitzender der Gemeindevorstehung in Liechtenstein ist der Gemeindevorsteher, der dem Bürgermeister in Deutschland und Österreich entspricht.